# Джошуа Хасан
Сър Джошуа Абрахам Хасан (на английски: Sir Joshua Abraham Hassan; роден 21 август 1915 – 1 юли 1997) е гибралтарски политик.
Той е първият главен министър на Гибралтар, управлявал два мандата, или общо 17 години. Джошуа Хасан също беше и успешен адвокат, и неговата адвокатска кантора Хасан сега е най-голямата в Гибралтар. Той е от еврейски произход.